# (2661) Bydžovský
(2661) Bydžovský (provisorische Bezeichnung 1982 FC1) ist ein Asteroid des äußeren Hauptgürtels, der am 21. März 1982 von der tschechischen (damals: Tschechoslowakei) Astronomin Zdeňka Vávrová am Kleť-Observatorium auf dem Kleť in der Nähe von Český Krumlov in der Tschechischen Republik (IAU-Code 046) entdeckt wurde. Er gehört zur Eos-Familie, einer Gruppe von Asteroiden, die nach (221) Eos benannt ist.

## Benennung
(2661) Bydžovský wurde nach dem tschechisch-tschechoslowakischen Mathematiker Bohumil Bydžovský (1880–1969) benannt, der Professor für Mathematik an der Karls-Universität in Prag war. Er wurde in Veselí nad Lužnicí geboren; nach dieser Stadt sind die Asteroid (2599) Veselí und (2321) Lužnice benannt.